# ناريندرا ميهتا
ناريندرا ميهتا (بالإنجليزية: Narendra Mehta)‏ هو سياسي هندي، ولد في 25 سبتمبر 1972 في ماهاراشترا في الهند. حزبياً، نشط في بهاراتيا جاناتا. وقد انتخب Member of the Maharashtra Legislature ‏.